# Anamneza
Anamneza (grško: spominjanje) pomeni podatke o bolniku, ki jih zdravnik pridobi s postavljanjem specifičnih vprašanj bolniku ali osebam, ki bolnika poznajo. Z anamnezo zdravnik ugotovi simptome, ki se pojavljajo pri bolniku in bi lahko kazali na določeno bolezen. 
Zdravnik želi s spraševanjem pridobiti zlasti naslednje podatke:
- Ime, priimek, starost, poklic
- Glavni zdravstveni problem in njegovo preteklost
- Zdravstveno stanje v preteklosti (bolezni, operacije ... )
- Podatke o posameznih organskih sistemih
- Družinska anamneza
- Otroške bolezni
- Socialni status in življenjske razmere, dejavnosti, zloraba mamil (vključno s tobakom in alkoholom)
- Zdravila, ki jih bolnik jemlje
- Alergije

...
Na ta način pridobljene informacije pomagajo zdravnikom poleg bolezenskih znakov, ki jih določijo s preiskavami, postaviti diagnozo in se odločiti za terapijo. Če ni možno postaviti prave diagnoze, določimo diferencialne diagnoze (možne diagnoze, ki sovpadajo s simptomi in bolezenskimi znaki) in nadalje izvajamo preiskave.